# II-CUPヌーベル飯田丼
II-CUPヌーベル飯田丼（イイ・カップ ヌーベルいいだどん）は、長野県飯田市のご当地グルメである。遠山郷の食堂「星野屋」（飯田市南信濃和田1080）が考案した丼物で、地鶏の蒸し物、鹿肉のメンチカツ、二度芋のフライドポテト、味噌、キャベツを具材に使用している。2006年（平成18年）の飯田名物料理コンクールで最優秀賞を受賞し、「飯田どんぶり会」のものとして信州・天竜川どんぶり街道の会にも加盟していた。ヌーベル (nouvelle) とはフランス語で「新しい」という意味。